# Свети Мина (Старчево)
Вижте пояснителната страница за други значения на Мина.
„Свети Мина“ е българска възрожденска църква в петричкото село Старчево, България, част от Неврокопската епархия на Българската православна църква.

## История
Църквата е изградена в 1848 година със съдействието на Неделчо чорбаджи и дядо Георги и е първата възрожденска църква в Петричко. Тя е изписана и има красив оригинален иконостас и амвон. В архитектурно отношения предсавлява типична трикорабна псевдобазилика с полуцилиндрична апсида, женско отделение и притвор. Запазено е местно предание, според което:
| „ | ...семейството на чифликчията турчин нямало наследник, което силно го тревожило. И когато българите християни решили да строят черква, той обещал да предостави място-парцел за строежа, ако мечтата му да има наследник се сбъдне. И още на следващата година семейството на чифликчията се сдобило със син и той изпълнил обещанието си към християните. | “ |